# Vietnamesische Luftstreitkräfte
Die Vietnamesischen Luftstreitkräfte (vietnamesisch Không quân nhân dân Việt Nam; kurz: KQNDVN) sind die Luftstreitkräfte der Sozialistischen Republik Vietnam. Die Teilstreitkraft umfasst 30.000 aktive Soldaten und ist damit die drittgrößte Streitkraft der Vietnamesischen Volksarmee.

## Geschichte

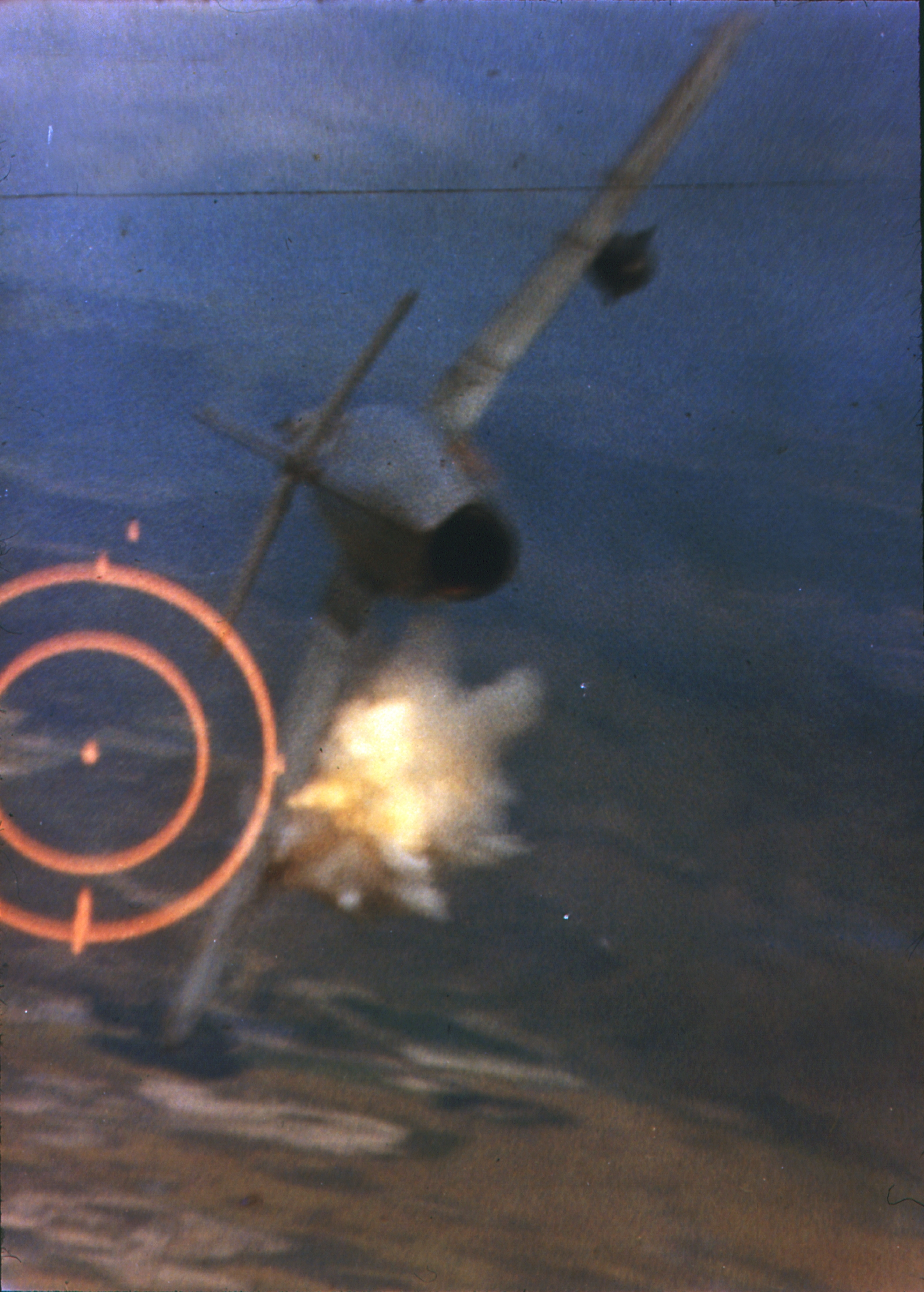
Eine F-105 schießt eine MiG-17 über Vietnam ab.

Erst nach Beginn des Vietnamkrieges begann Nordvietnam damit, Rekruten zur Flugausbildung in die Sowjetunion und nach China zu schicken. Die erste Einheit wurde 1959 gegründet und bestand aus einem Schulflugzeug T-28 Trojan, welches von einem Piloten aus Laos geflogen wurde. Im Jahr 1964 spendete die Sowjetunion insgesamt 36 MiG-15- und MiG-17-Jagdflugzeuge an Nordvietnam, welche im August auf dem Flughafen Phuc Yen stationiert wurden. Ende 1965 erhielt das Land die ersten MiG-21-Abfangjäger. Den ersten Erfolg feierten die Luftstreitkräfte im April 1965, als zwei MiG-17 zwei F-105 Thunderchief der US Air Force abschossen. Zwei Monate später schossen F-4 Phantom der US Navy zwei MiG-17 ab. Im Jahr 1967 verfügte die Vietnamesische Luftstreitkraft über 40 Maschinen. Verluste wurden rasch von China und der Sowjetunion ausgeglichen. Im Jahr 1972 bestand die Flotte schon aus 206 Flugzeugen. Erst gegen Ende des Krieges bekam Nordvietnam MiG-19-Jagdflugzeuge aus China. Die Taktik der Luftstreitkräfte war einfach. Sie flogen mit den MiGs keine eigenen Angriffe auf Südvietnam, sondern warteten, bis amerikanische Flugzeuge Operationen über nordvietnamesischen Luftraum flogen und griffen diese dann an. Die Luftwaffe fokussierte sich auf bereits beschädigte oder auf Flugzeuge mit wenig verbliebenem Treibstoff. Nach dem Angriff zogen sich die MiGs rasch wieder in sicheren Luftraum zurück. Insgesamt wurden im ganzen Krieg 196 MiGs von den Amerikanern abgeschossen, die Vietnamesen schossen hingegen 83 Flugzeuge der Amerikaner mit Hilfe ihrer Kampfflugzeuge ab.

## Ausrüstung
Die Vietnamesischen Luftstreitkräfte verfügen über folgende Luftfahrzeuge und Waffensysteme:

### Luftfahrzeuge

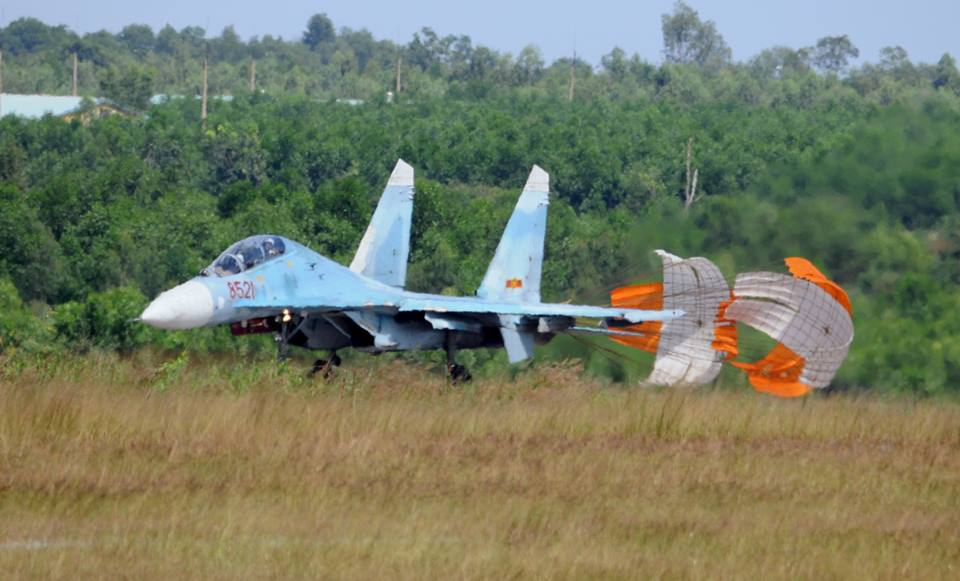
Vietnamesische Su-27 bei der Landung

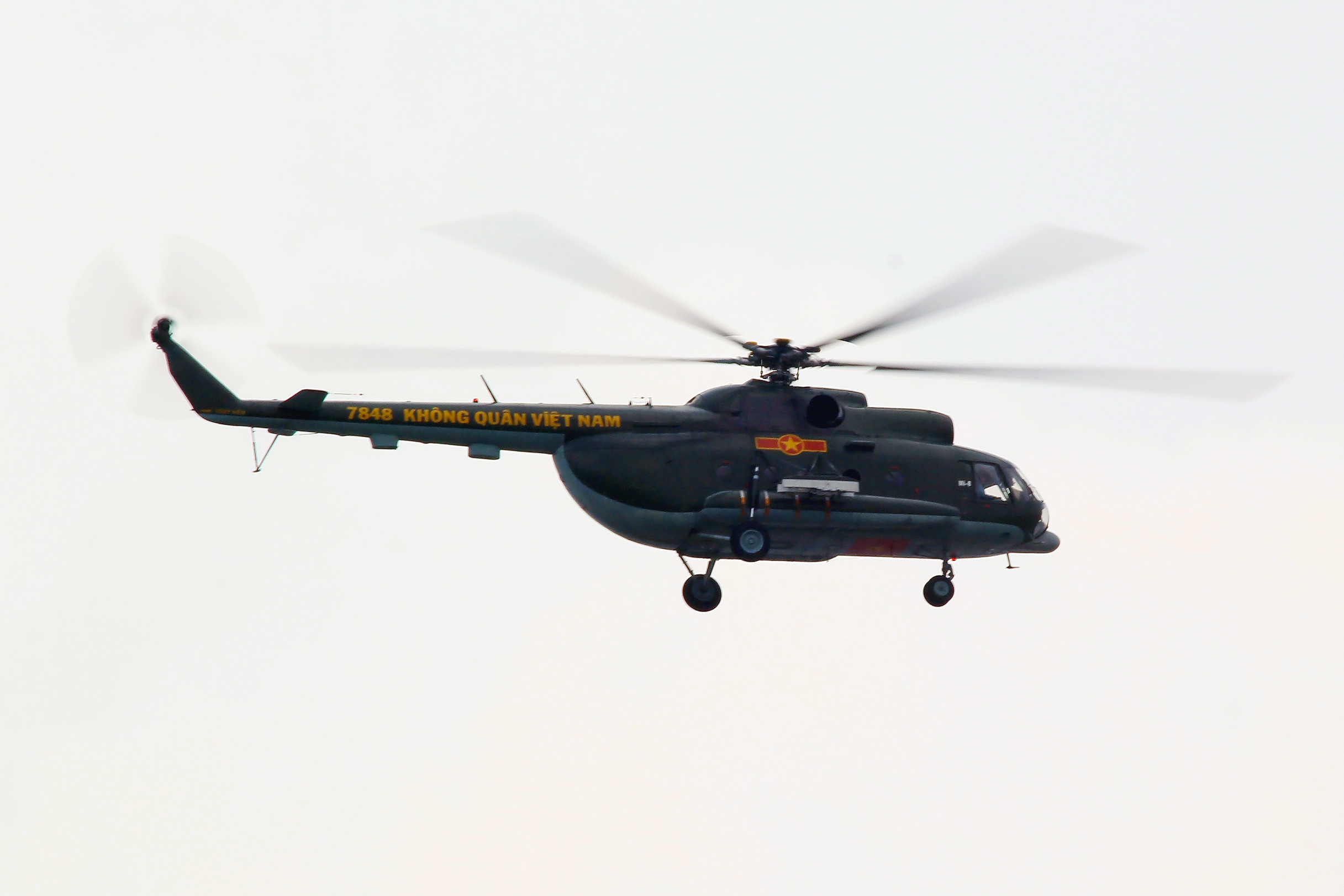
Mil Mi-8

| Typ              | Herkunft           | Funktion                     | Version   | Aktiv     | Bestellt  | Anmerkungen           |
| Flugzeuge        | Flugzeuge          | Flugzeuge                    | Flugzeuge | Flugzeuge | Flugzeuge | Flugzeuge             |
| ---------------- | ------------------ | ---------------------------- | --------- | --------- | --------- | --------------------- |
| Suchoi Su-22     | Sowjetunion        | Jagdbomber                   |           | 33        |           |                       |
| Suchoi Su-27     | Sowjetunion        | JagdflugzeugStrahltrainer    |           | 46        |           | 5 Strahltrainer       |
| Suchoi Su-30     | Russland           | Mehrzweckkampfflugzeug       |           | 46        |           |                       |
| CASA C-295       | Spanien            | Taktisches Transportflugzeug |           | 3         |           |                       |
| CASA C-212       | Spanien Indonesien | STOL Transportflugzeug       | NC212i    | 3         |           |                       |
| Aero L-39        | Tschechoslowakei   | Strahltrainer                | NG        | 24        | 12        |                       |
| Jakowlew Jak-130 | Russland           | Strahltrainer                |           | 12        |           |                       |
| Beechcraft T-6   | Vereinigte Staaten | Basistrainer                 | C         | 5         | 12        | insgesamt 12 bestellt |
| Hubschrauber     |                    |                              |           |           |           |                       |
| Kamow Ka-32      | Sowjetunion        | Transporthubschrauber        |           | 2         |           |                       |
| Mil Mi-8         | Sowjetunion        | Mehrzweckhubschrauber        |           | 87        |           |                       |

### Flugabwehrwaffen
| Typ           | Herkunft    | Funktion                | Version | Anzahl | Anmerkungen |
| ------------- | ----------- | ----------------------- | ------- | ------ | ----------- |
| S-300P        | Sowjetunion | Flugabwehrraketensystem | PMU1    | 12     |             |
| S-75          | Sowjetunion | Flugabwehrraketensystem |         | ~25    |             |
| S-125 Newa    | Sowjetunion | Flugabwehrraketensystem | 2TMM    | ~3021  |             |
| SPYDER        | Israel      | Flugabwehrraketensystem | MR      | ~10    |             |
| 2K12 Kub      | Sowjetunion | Flugabwehrraketensystem |         |        |             |
| 9K32 Strela-2 | Sowjetunion | MANPADS                 |         |        |             |
| 9K310 Igla-1  | Sowjetunion | MANPADS                 |         |        |             |

### Waffensysteme
Luft-Luft-Raketen:
- Wympel R-27 ()
- Wympel R-60 ()
- Wympel R-73 ()
- Wympel R-77 ()

Luft-Boden-Raketen:
- Ch-28 ()
- Ch-29 L/T ()
- Ch-31 A/P ()
- Ch-59M ()

## Ränge
| Dienstgradgruppe  | Generale      | Generale        | Generale     | Stabsoffiziere  | Stabsoffiziere | Stabsoffiziere | Stabsoffiziere | Hauptleute / Leutnante | Hauptleute / Leutnante | Hauptleute / Leutnante | Hauptleute / Leutnante |
| ----------------- | ------------- | --------------- | ------------ | --------------- | -------------- | -------------- | -------------- | ---------------------- | ---------------------- | ---------------------- | ---------------------- |
| Abzeichen         |               |                 |              |                 |                |                |                |                        |                        |                        |                        |
| Dienstgrad        | Generaloberst | Generalleutnant | Generalmajor | kein Äquivalent | Oberst         | Oberstleutnant | Major          | Hauptmann              | Oberleutnant           | Leutnant               | kein Äquivalent        |
| Viet. Bezeichnung | Thượng tướng  | Trung tướng     | Thiếu tướng  | Đại tá          | Thượng tá      | Trung tá       | Thiếu tá       | Đại úy                 | Thượng úy              | Trung úy               | Thiếu úy               |

## Zwischenfälle
- Am 7. Juli 2014 stürzte eine Mil Mi-171 mit 21 Insassen bei einer Übung in Hanoi ab. 16 Soldaten starben sofort beim Aufprall, 4 erlagen später ihren Verletzungen.[7]
- Am 14. Juni 2016 stürzte eine Suchoi Su-30 bei einem Trainingsflug ins Meer. Einer der beiden Piloten wurde einen Tag später von einem Fischerboot gerettet, der andere Pilot konnte nur noch tot geborgen werden.[8][9]
- Am 26. August 2016 verunglückte eine L-39 Albatros bei einem Trainingsflug. Der Pilot in Ausbildung starb bei dem Aufprall.[10]
- Am 31. Januar 2023 starb ein Pilot bei einer verunglückten Landung mit einer Suchoi Su-22 auf dem Flughafen von Yên Bái.[11]
- Am 9. Januar 2024 verlor der Pilot einer Suchoi Su-22 die Kontrolle über das Flugzeug. Der Pilot überlebte die Bruchlandung in der Provinz Quảng Nam.[12]